# Nobuo Yamada
Pour les articles homonymes, voir Yamada.
 (9 août 2025).
Le texte peut changer fréquemment, n’est peut-être pas à jour et peut manquer de recul. N’hésitez pas à participer, en veillant à citer vos sources.
Nobuo Yamada (山田信夫, Yamada Nobuo), né le 20 janvier 1964 et mort le 9 août 2025, aussi connu sous son nom de scène NoB, est un chanteur de hard rock japonais.
Il débute en 1983, et collabore avec Munetaka Higuchi, chantant sur son premier album solo Destruction et écrivant avec lui des chansons pour les premiers albums de Mari Hamada. Il forme cette année-là son propre groupe Make-Up, qui se sépare en 1987. Il continue en solo sous le pseudonyme NoB, sortant deux albums. Il forme en 1998 le groupe temporaire P.A.F. avec le guitariste Pata. En 2009, il reforme Make-Up pendant deux ans.

## Discographie solo
Albums
- NoB
- HISTORY OF NoB

Singles
- 1994.6.22 : ? (君のために僕のために?)
- 2006.3.8 : ? (轟轟戦隊ボウケンジャー / 冒険者 ON THE ROAD?)
- 2010.3.17 : ? (天装戦隊ゴセイジャー / ガッチャ☆ゴセイジャー?)
- 2010.4.21 : ? (ガッチャ☆ゴセイジャー TYPE 2 REMIX / 天装戦隊ゴセイジャー?)